# アイ・ソウ・ザ・デビル -目撃者-
『アイ・ソウ・ザ・デビル 〜目撃者〜』（原題:Beneath the Darkness）は2011年に公開されたアメリカ合衆国のホラー映画である。監督はマルティン・ギギ、主演はデニス・クエイドが務めた。本作は日本国内で劇場公開されなかったが、2012年8月24日にDVDが発売された。

## ストーリー
テキサス州の小さな町。かつてのアメフト界のスター選手、イーライ・ヴォーンは同地で葬祭業に携わり細々と暮らしていた。そんなある日、イーライは妻（ローズマリー）が不倫していることを知り、「あいつらが2度と不倫できないようにしてやる」と決意した。イーライはローズマリーを殺害して死体を自宅に持ち帰った後、不倫相手を墓地―その墓にはローズマリーの名前が刻まれていた―に生き埋めにした。それ以来、イーライは夜になると必ず死体と一緒にダンスをするようになった。
2年後、4人の高校生（トラヴィス、ダニー、ブライアン、アビー）が「イーライの家で幽霊を見た」と騒いでいた。4人は幽霊への関心を抑えきれなくなり、イーライの車がないことを確認した後、彼の家に忍び込んだ。しかし、イーライはいつものように死体とダンスをしている最中であった。おぞましい光景を目の当たりにした4人は逃げ出したが、ダニーがイーライに捕まってしまった。トラヴィスはダニーを救出しようとしたが、その試みは失敗に終わった。イーライはトラヴィスの目の前でダニーの首をへし折ったのである。その後、トラヴィスは警察に通報したが、警察は彼の話をまともに取り合おうとしなかった。それどころか、警察はトラヴィスを不法侵入の容疑で逮捕しようとした。しかし、イーライが厳罰を求めなかったため口頭注意で済んだ。
ほとぼりが冷めた頃、トラヴィスとアビーはイーライが犯罪者であることを証明すべく、再び彼の家に侵入することにした。

## キャスト
- デニス・クエイド - イーライ・ヴォーン
- トニー・オーラー - トラヴィス
- エイミー・ティーガーデン - アビー
- スティーヴン・ランスフォード - ブライアン
- デヴォン・ワークハイザー - ダニー
- ブレット・カレン - ニッカーソン
- アンバー・バートレット - ローズマリー
- デヴィッド・クリストファー - ソヴィック

## 製作
2010年12月8日、デニス・クエイド、エイミー・ティーガーデン、トニー・オーラー、スティーヴン・ランスフォード、デヴォン・ワークハイザーが本作に出演するとの発表があった。同月、本作の主要撮影がテキサス州スミスビルで行われた。2011年2月7日、ジェフ・ザネリが本作で使用される楽曲を手掛けることになったと報じられた。2012年1月10日、コンコード・レコーズが本作のサウンドトラックを発売した。

## 公開・マーケティング
2011年6月14日、本作のオフィシャル・トレイラーが公開された。10月22日、本作はオースティン映画祭でプレミア上映された。12月9日、イメージ・エンターテインメントが本作の全米配給権を獲得したと報じられた。

## 評価
本作は批評家から酷評されている。映画批評集積サイトのRotten Tomatoesには24件のレビューがあり、批評家支持率は4%、平均点は10点満点で3.4点となっている。また、Metacriticには10件のレビューがあり、加重平均値は22/100となっている。